# Gianni Moscon
Gianni Moscon, né le 20 avril 1994 à Trente, est un coureur cycliste italien, membre de l'équipe Soudal Quick-Step. Coureur complet, il est notamment champion d'Italie du contre-la-montre en 2017 et 2018 et a remporté le Tour du Guangxi en 2018.

## Biographie

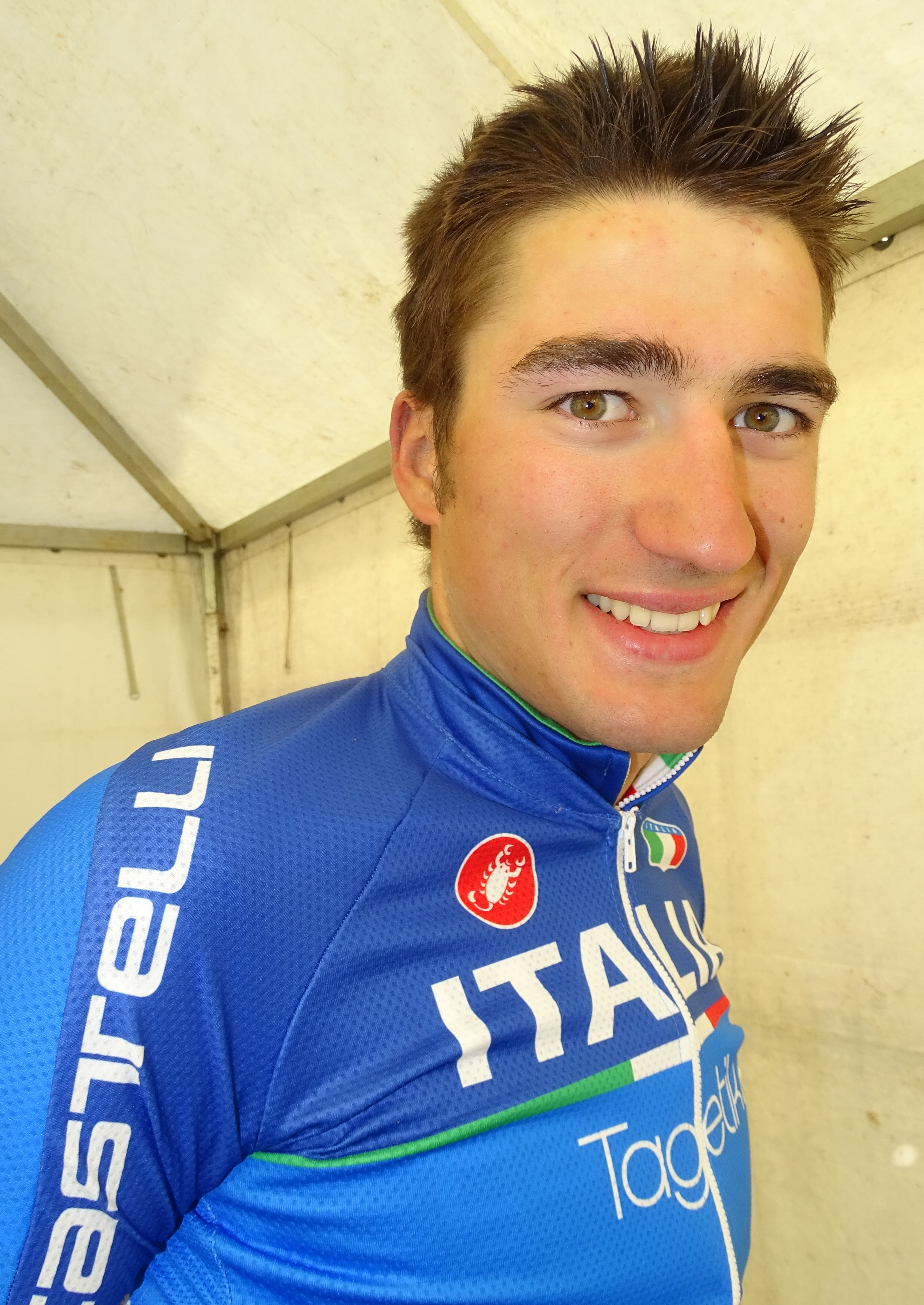
Gianni Moscon lors de l'arrivée du Tour des Flandres espoirs 2015.

### Chez les amateurs
Gianni Moscon naît le 20 avril 1994 à Trente en Italie.
Il entre dans l'équipe Zalf Euromobil Désirée Fior en 2013 et remporte le Trofeo Gavardo Tecmor. L'année suivante, il remporte la Medaglia d'Oro Frare De Nardi, le Tour de Lombardie amateurs et termine notamment deuxième du Gran Premio Capodarco et du Grand Prix de la ville de Felino, ainsi que troisième du Giro delle Valli Aretine. En 2015, il remporte le Grand Prix San Giuseppe, le Gran Premio Palio del Recioto, le Trophée de la ville de San Vendemiano, la Coppa Varignana, le Trophée Almar, termine deuxième du Trofeo Franco Balestra et du Tour des Flandres espoirs puis quatrième du championnat du monde sur route espoirs, alors qu'il était déjà champion d'Italie sur route espoirs. Ses performances lui valent d'être recruté par la WorldTeam Sky en 2016.

### Chez Sky/Ineos

#### 2016: débuts professionnels
Il est recruté par l'équipe Sky pour la saison 2016 avec un rôle d'équipier dans un premier temps. Il se met rapidement en évidence lors du Tour des Flandres et à Paris-Roubaix où il est longtemps avec les meilleurs et où il accompagne ses leaders. Lors de la Semaine internationale Coppi et Bartali, il est propulsé leader et se classe troisième au classement final.
Lors de la suite de la saison, il obtient ses premiers succès professionnels, il remporte l'étape reine et le général de l'Arctic Race of Norway en Norvège. Après avoir été convoqué par Davide Cassani pour les championnats d'Europe sur route, il termine sixième du Grand Prix cycliste de Montréal. Aux championnats d'Europe, sa première expérience en sélection nationale, il est impliqué dans une chute à quelques kilomètres de l'arrivée, alors qu'il figure dans le groupe principal. Il termine finalement 76e à 4 minutes de Peter Sagan.

#### 2017: l'année de l'explosion
Au mois d'avril 2017, il termine quinzième du Tour des Flandres, confirmant certaines prédispositions aux courses pavées. Sur Paris-Roubaix, il fait partie du groupe qui se joue la victoire avec Sebastian Langeveld, Zdeněk Štybar, Greg Van Avermaet et Jasper Stuyven. Sur le vélodrome de Roubaix, à 400 mètres de l'arrivée, il essaie de lancer le sprint, mais fatigué par l'accumulation des efforts, il est dépassé par les autres coureurs. Il termine finalement cinquième et dernier du groupe, réglé par Van Avermaet. À la fin du mois d'avril, il est exclu de son équipe pour six semaines du fait d'insultes racistes à l'encontre de Kévin Reza (FDJ), lors de la troisième étape du Tour de Romandie.
Il fait son retour en course lors de la Route du Sud, où il se met en évidence avec une deuxième place lors de l'étape de montagne la plus difficile. Le 23 juin, il devient champion d'Italie du contre-la-montre avec 22 secondes d'avance sur Fabio Felline et 1 minute 36 secondes sur le tenant du titre Manuel Quinziato. Deux jours plus tard, il est cinquième de la course en ligne à 48 secondes du vainqueur Fabio Aru. Il court ensuite le Tour de Burgos aux côtés de son leader Mikel Landa, qu'il accompagne à la victoire finale. Moscon montre à cette occasion des aptitudes en montée, en terminant non loin des meilleurs sur les étapes montagneuses.
Il participe ensuite au Tour d'Espagne - son premier grand tour - comme équipier de Christopher Froome, futur vainqueur de la course. Il termine la Vuelta à la vingt-septième place et se classe notamment treizième au sommet de l'Angliru et ses passages à 20%. Avec l'équipe Sky, il remporte la médaille de bronze du championnat du monde du contre-la-montre par équipes. Puis, il se classe sixième du contre-la-montre individuel, à 8 secondes du médaillé de bronze Chris Froome. Lors de la course en ligne des mondiaux, il se classe 29e, ayant été le seul à résister à l'attaque de Julian Alaphilippe sur la dernière ascension. Ils sont néanmoins repris à moins de 2 kilomètres de l'arrivée. Moscon est par la suite disqualifié de la course, après avoir été aidé par sa voiture à 34 kilomètres de l'arrivée dans une tentative de récupérer le temps perdu en raison d'une chute.
En fin de saison, il participe aux semi-classiques italiennes. Il est cinquième du Tour d'Émilie après avoir tenté de reprendre dans l'ascension finale le vainqueur Giovanni Visconti. Il termine ensuite septième des Trois vallées varésines. Durant la course, Sébastien Reichenbach (FDJ) est victime d'une chute, qui lui cause des fractures à un coude ainsi qu'au bassin et met fin à sa saison. Il porte plainte contre Moscon, qu'il accuse d'avoir provoqué intentionnellement cette chute, dans un règlement de comptes après l'affaire Réza,. Moscon considère de son côté que la chute est accidentelle. Après avoir couru Milan-Turin au service de Wout Poels, il prend le départ du Tour de Lombardie en excellente forme. Il tente sa chance dans le Civiglio, mais est repris, et plus tard ne peut pas suivre les accélérations de Vincenzo Nibali, puis de Julian Alaphilippe. Il réussit à monter sur le premier podium d'une classique « monument » en remportant le sprint pour la troisième place. Lors de cette saison, il démontre sa compétitivité tant sur les classiques flandriennes que sur les classiques les plus dures. Gilles Simon, de journal L'Équipe écrit alors qu'« il est l'un des très rares coureurs capables de gagner un jour les cinq classiques monuments. ».

#### 2018: la confirmation

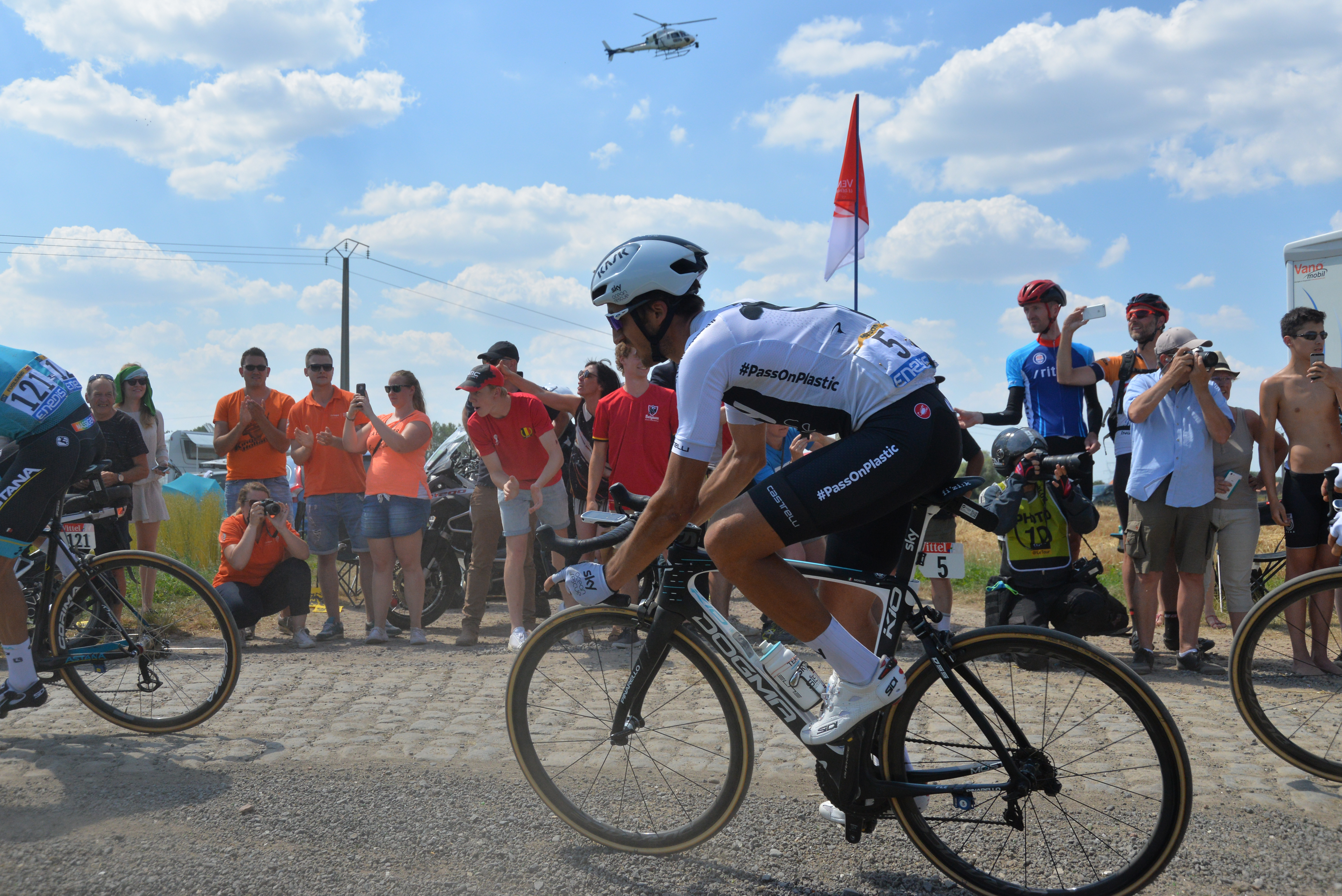
Gianni Moscon sur un secteur pavé lors de la 9e étape du Tour de France 2018.

Fin janvier, il est deuxième du Trofeo Serra de Tramontana, battu par Tim Wellens. Il participe aux classiques printanières sans obtenir de résultats particuliers. Lors du Critérium du Dauphiné, il gagne avec ses coéquipiers le contre-la-montre par équipes de la troisième étape et porte le maillot jaune de leader pendant une journée. La course est remportée par son coéquipier Geraint Thomas. En juillet, il participe au Tour de France en tant qu'équipier de Christopher Froome et Geraint Thomas. Il est expulsé de la course à la fin de la quinzième étape pour avoir essayé de frapper en course le cycliste Elie Gesbert. Il est suspendu cinq semaines par l'UCI. Fin septembre, pour son retour à la compétition, il gagne coup sur coup la Coppa Agostoni et le Tour de Toscane et se classe troisième de la Coppa Sabatini. Aux mondiaux, il est quatrième avec l'équipe Sky du contre-la-montre par équipes. Désigné leader de l'équipe d'Italie pour la course en ligne disputée sur un parcours montagneux autour de chez lui à Innsbruck, il termine finalement cinquième de l'épreuve. En octobre, il est  champion d'Italie du contre-la-montre, puis remporte l'étape reine et le général du  Tour du Guangxi, son premier succès sur une course du World Tour.

#### 2019-2020: deux saisons difficiles

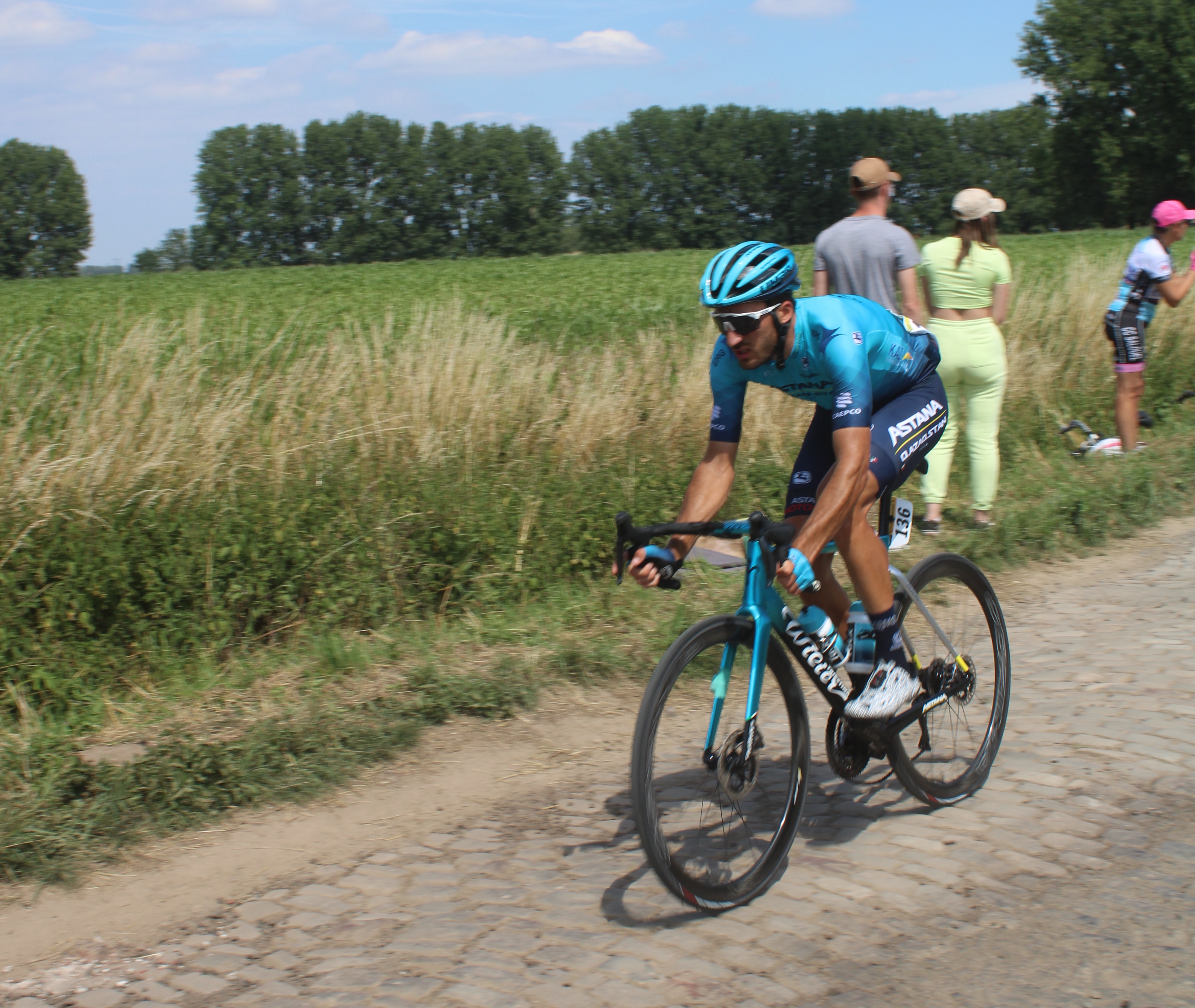
Gianni Moscon sur le secteur pavé de Fressain - Tour de France 2022 - 5è étape.

La première partie de sa saison 2019 est moins réussie. Après un bloc d'entraînement en altitude en Colombie, il chute lors du Tour des Émirats arabes unis et termine loin des meilleurs sur les Strade Bianche. Insuffisamment remis et en raison d'un « sentiment étrange » au niveau des jambes, il abandonne Tirreno-Adriatico lors de la deuxième étape et déclare forfait pour Milan-San Remo,. Après une campagne de classiques décevante - sa meilleure place est 42e du Tour des Flandres - il renonce au Tour d'Italie et participe au Tour de Californie, où il se classe troisième de l'étape du Lac Tahoe. Il prend part au Tour de France, où il occupe un rôle d'équipier pour ses leaders Egan Bernal et Geraint Thomas qui terminent aux deux premières places de la course. En fin de saison, il est quatrième du championnat du monde sur route et sixième du Tour de Grande-Bretagne.
En 2020, il ne dispute que 20 jours de course, en raison de la pandémie de Covid-19. En mars, il est disqualifié de Kuurne-Bruxelles-Kuurne pour avoir jeté son vélo sur Jens Debusschere. À la reprise des courses en août, il annonce renoncer aux grands tours pour se concentrer sur les classiques. Sa saison se termine le 19 septembre lors du Tour des Apennins après avoir couru exclusivement en Italie, sans obtenir de résultats notables. Il travaille ensuite dans la pommeraie familiale et prolonge son contrat avec Ineos à l'issue de la saison.

#### 2021: crevaison puis chute seul en tête de Paris-Roubaix

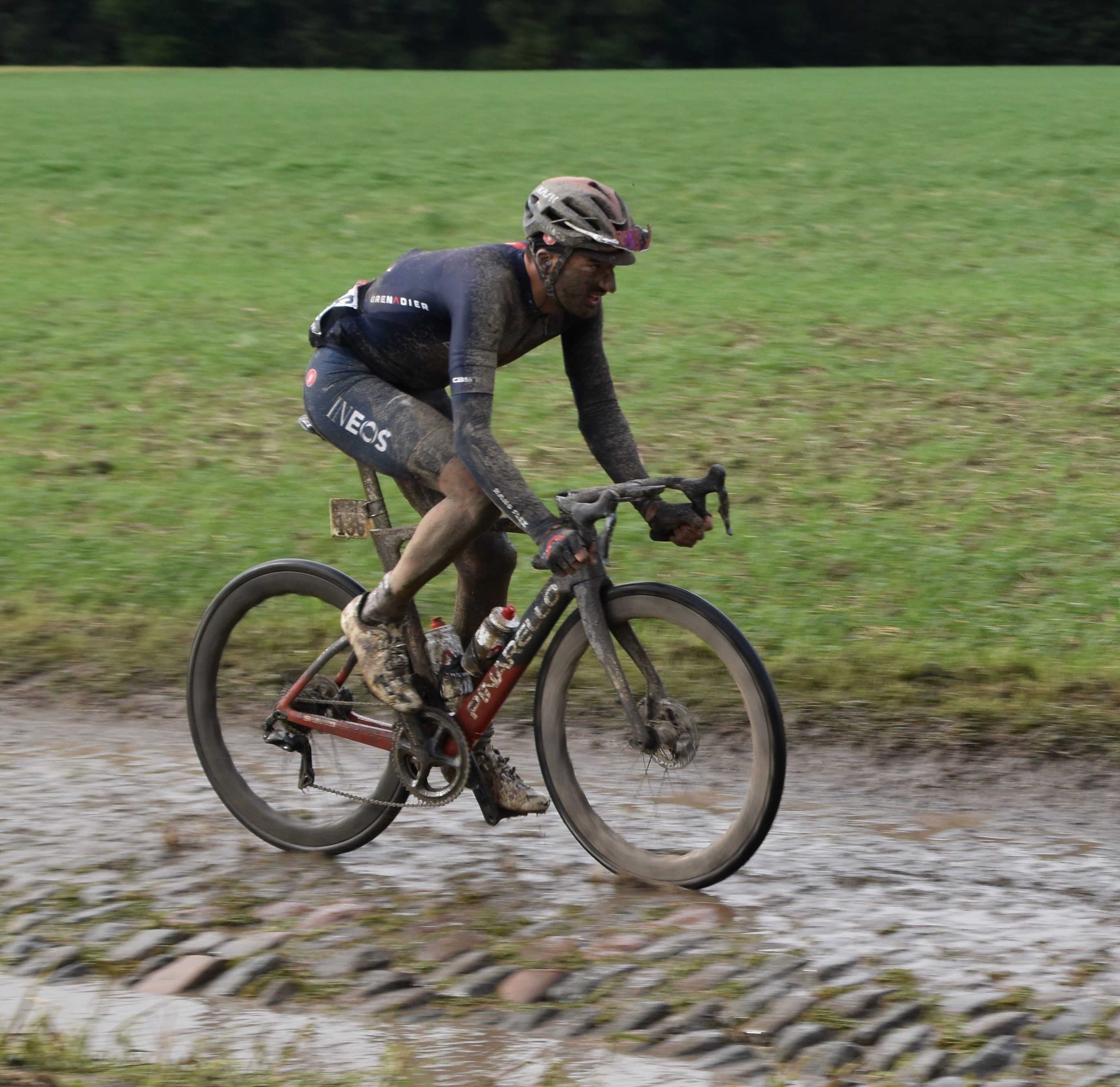
Gianni Moscon en tête sur Paris-Roubaix 2021

Son principal fait d'armes de l'année 2021 se passe à Paris-Roubaix disputé sur un sol boueux et glissant. Seul en tête à 53 kilomètres du terme, il est victime d'une crevaison à une trentaine de kilomètres de Roubaix puis d'une chute quatre kilomètres plus loin et voit de ce fait son avantage diminuer fortement. À 16 kilomètres du terme, pendant la traversée du secteur pavé du Carrefour de l'Arbre, il est repris puis distancé par le trio van der Poel-Colbrelli-Vermeersch et termine à la quatrième place de la classique du Nord. Le 27 juin, il gagne en solitaire le Grand Prix de Lugano.

### Chez Astana

#### 2022-2023
Deux années blanches sans la moindre victoire. En 2023, il réussit à terminer le Giro et le Tour de France, disputés au service de Mark Cavendish, mais sans résultat probant.

### Chez Soudal Quick-Step

#### 2024
En novembre 2023, il signe pour la saison 2024 sous les couleurs de l'équipe belge Soudal Quick-Step de Patrick Lefevere avec l'espoir de relancer sa carrière mais ne réalise aucun résultat significatif.

### Controverses
Gianni Moscon a eu plusieurs affaires liées à des problèmes de comportements.
Lors du Tour de Romandie 2017, il insulte le cycliste français Kévin Reza (FDJ), le traitant de « nègre ». Il est suspendu par la Team Sky pendant six semaines. L'équipe indique alors que tout autre incident de comportement entraînerait la résiliation du contrat de Moscon. Lors des mondiaux, il est déclassé après s'être accroché à sa voiture à la suite d'une chute, pour faire son retour dans le peloton à 34 kilomètres de l'arrivée. Plus tard dans la saison, il est également accusé d'avoir fait chuter délibérément un autre coureur de la FDJ, Sébastien Reichenbach, lors des Trois vallées varésines 2017. Le suisse avait pris publiquement la défense de son coéquipier sur les réseaux sociaux et condamné les propos de l'italien. L'enquête a finalement été abandonnée en raison du manque de preuves.
Il est exclu du Tour de France 2018 après avoir essayé de frapper Élie Gesbert au cours de la quinzième étape. Il est suspendu cinq semaines par l'UCI. Lors de l'édition 2020 de Kuurne-Bruxelles-Kuurne, il se distingue à nouveau en étant exclu par la direction de course, alors que leurs vélos sont enchevêtrés à la suite d'une chute, il se saisit du vélo de Jens Debusschere et le lui jette au visage. Apprenant sa disqualification, il arrache son dossard avant de le jeter sur la route,.

## Palmarès et résultats

### Palmarès professionnel
- 2016
  - Arctic Race of Norway :
    - Classement général
    - 3e étape

  - 3e de la Semaine internationale Coppi et Bartali
  - 6e du Grand Prix cycliste de Montréal
- 2017
  -  Champion d'Italie du contre-la-montre
  -  Médaillé de bronze du championnat du monde du contre-la-montre par équipes
  - 3e du Tour de Lombardie
  - 5e de Paris-Roubaix
  - 6e du championnat du monde du contre-la-montre
- 2018
  -  Champion d'Italie du contre-la-montre
  - 3e étape du Critérium du Dauphiné (contre-la-montre par équipes)
  - Coppa Agostoni
  - Tour de Toscane
  - Tour du Guangxi :
    - Classement général
    - 4e étape

  - 2e du Trofeo Serra de Tramontana
  - 3e de la Coppa Sabatini
  - 5e du championnat du monde sur route
  - 8e du Grand Prix E3
- 2019
  - 4e du championnat du monde sur route
- 2021
  - 1re et 3e étapes du Tour des Alpes
  - Grand Prix de Lugano
  - 4e de Paris-Roubaix
  - 9e de la Classique de Saint-Sébastien

### Résultats sur les grands tours

#### Tour de France
6 participations
- 2018 : hors-course (15e étape)
- 2019 : 84e
- 2022 : abandon (8e étape)
- 2023 : 135e
- 2024 : 86e
- 2025 : 105e

#### Tour d'Italie
3 participations
- 2021 : 24e
- 2023 : 107e
- 2025 : 121e

#### Tour d'Espagne
1 participation
- 2017 : 27e

### Classements mondiaux
| Année                                 | 2014 | 2015 | 2016 | 2017 | 2018 | 2019 | 2020  | 2021 | 2022  | 2023  | 2024  |
| ------------------------------------- | ---- | ---- | ---- | ---- | ---- | ---- | ----- | ---- | ----- | ----- | ----- |
| UCI World Tour                        |      |      | 116e | 58e  | 65e  |      |       |      |       |       |       |
| Classement mondial                    |      |      | 86e  | 52e  | 32e  | 149e | 1486e | 77e  | 1556e | 1247e | 2069e |
| UCI Europe Tour                       | 139e | 92e  | 31e  | 133e | 36e  | 123e | 1111e | 64e  | 1042e | nc    | nc    |
| UCI America Tour                      | nc   | 117e | nc   | nc   | nc   |      |       |      |       |       |       |
|                                       |      |      |      |      |      |      |       |      |       |       |       |
| Légende : nc = non classéSource : UCI |      |      |      |      |      |      |       |      |       |       |       |

## Distinctions
- Oscar TuttoBici des moins de 23 ans : 2015
- Mémorial Gastone Nencini (révélation italienne de l'année) : 2016